# دونا برنارد
دونا برنارد (بالإنجليزية: Donna Bernard)‏ هي صحفية بريطانية، ولدت في يناير 1964 في Basildon ‏ في المملكة المتحدة.